# Conferenza del Cairo
La conferenza del Cairo (22-26 novembre 1943, Cairo, Egitto; nome in codice: "SEXTANT") fu una delle conferenze tenute dagli Alleati durante la seconda guerra mondiale. Lo scopo della conferenza era quello di coordinare l'azione degli Alleati contro l'Impero del Giappone e di prendere decisioni sul dopoguerra in Asia. All'incontro parteciparono il presidente degli Stati Uniti Franklin Roosevelt, il primo ministro britannico Winston Churchill e il generalissimo della Repubblica di Cina Chiang Kai-shek.
Al termine della conferenza, il 27 novembre, fu firmata la dichiarazione del Cairo, poi resa nota via radio con il Cairo communiqué del 1º dicembre, con la quale gli Alleati dichiaravano di voler continuare a combattere contro il Giappone fino alla sua resa incondizionata, e che al termine della guerra i giapponesi avrebbero dovuto perdere le loro conquiste dal 1914.